# Resolució 1310 del Consell de Seguretat de les Nacions Unides
La Resolució 1310 del Consell de Seguretat de les Nacions Unides fou adoptada per unanimitat el 27 de juliol de 2000. Després de recordar anteriors resolucions sobre Israel i el Líban incloses les resolucions 426 (1978), 425 (1978), 501 (1982), 508 (1982), 509 (1982) i 520 (1982), així com la 1308 (2000), el Consell va decidir prorrogar el mandat de la UNIFIL per un període de sis mesos fins al 31 de gener de 2001.
El Consell de Seguretat va recordar la conclusió del secretari general Kofi Annan que Israel havia retirat les seves forces del Líban a partir del 16 de juny de 2000, d'acord amb la Resolució 425. Va recolzar l'enteniment en l'informe del Secretari General que la UNIFIL es desplegaria plenament en tota la seva àrea d'operació i el Govern del Líban reforçaria la seva presència a la zona. El Consell també va acollir amb beneplàcit l'eliminació de violacions de la línia de retirada del govern d'Israel i va demanar a les parts que respectessin la línia.
Es va demanar al govern libanès que creés un entorn tranquil i restaurés la seva autoritat al sud del Líban i va donar la benvinguda a l'establiment dels punts de control a la regió.
El Consell va ressaltar el caràcter provisional de la UNIFIL i va anticipar el seu compliment anticipat. Acull amb beneplàcit la intenció del secretari general de presentar un informe abans del 31 d'octubre de 2000 sobre els progressos aconseguits en l'assoliment dels objectius de la resolució 425 i les tasques originals assignades a la UNIFIL. La situació es revisaria a principis de novembre del 2000.
Finalment, la resolució va concloure subratllant la importància d'una pau justa i duradora a l'Orient Mitjà basada en les resolucions pertinents del Consell de Seguretat, incloses les 242 (1967) i 338 (1973).